# Dayo
Dayo is een bestuurslaag in het regentschap Rokan Hulu van de provincie Riau, Indonesië. Dayo telt 3247 inwoners (volkstelling 2010).